# Xibec peposaca
El xibec peposaca (Netta peposaca) és una espècie d'ocell de la família dels anàtids (Anatidae) que habita aiguamolls, llacunes i estanys d'Amèrica del Sud, des de Bolívia oriental, Paraguai, sud de Brasil i Uruguai, fins al sud de l'Argentina i Xile.